# Rävviken

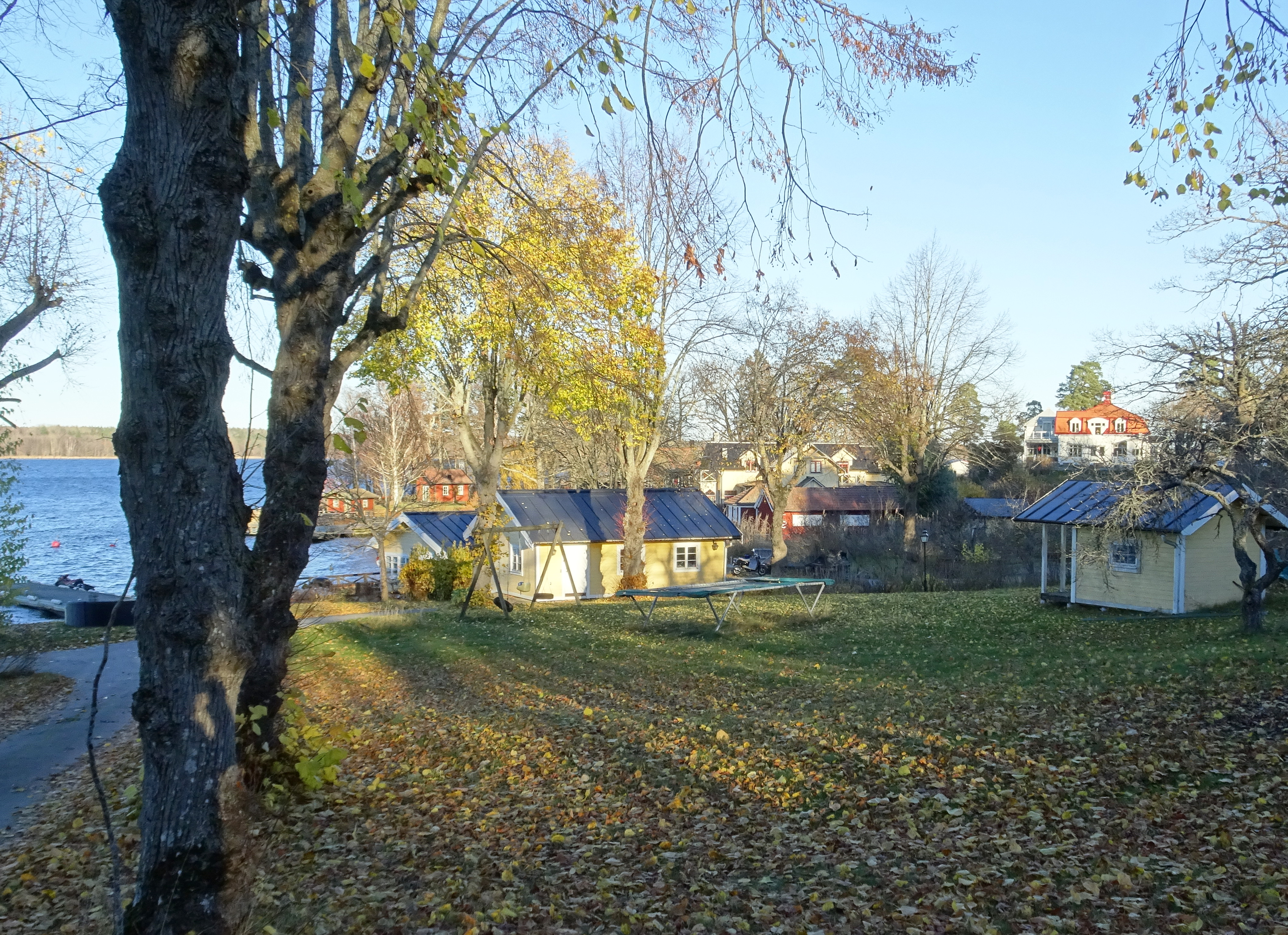
Rävviken med "Lilla Rävviken" i bakgrunden till höger och lindallén till vänster, i fonden syns Askrikefjärden, november 2021.

Rävviken är en vik och ett villaområde i kommundelen Elfvik i Lidingö kommun. Området ligger långsträckt vid Rävviken, som är en vik av Askrikefjärden. Enligt kommunen är Rävviken och Bjälbo en av Elfvikslandets fåtaliga återstående sommarvillamiljöer från sekelskiftet 1900. Inom området finns tre kulturhistoriskt värdefulla byggnader.

## Historik

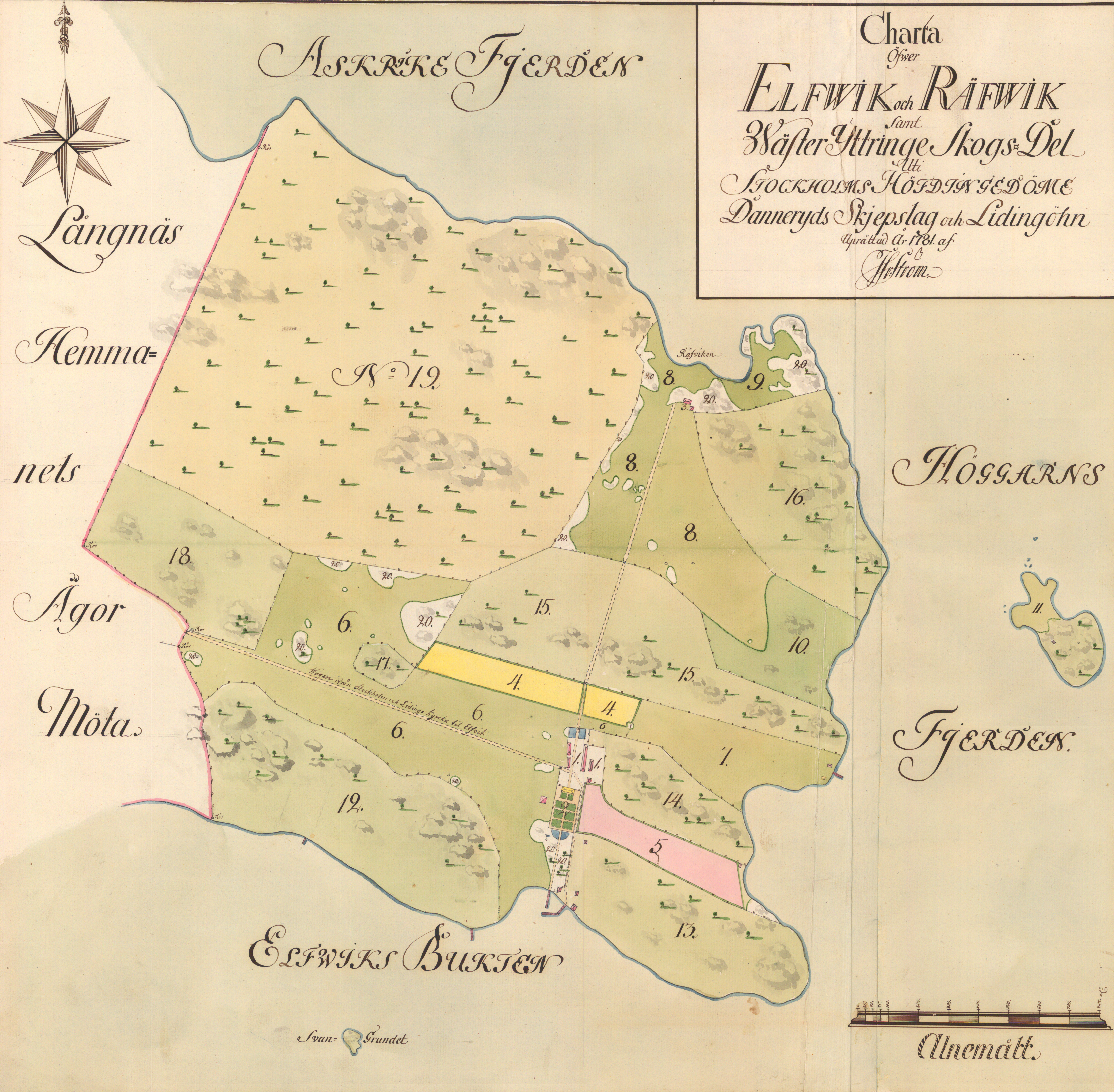
Elfwik och Räfwik, 1781.

Stället framgår redan på Lidingöns äldsta karta upprättad 1661 av kartografen Peder Mehnlöös där ”Räfzwijk” markerats som gård. Fram till 1774 lydde Rävviken, tillsammans med alla andra gårdar på Lidingön, under fideikommisset Djursholms slott. Därefter hörde Rävviken till Elfviks gård och var då ett mindre torp om 1/8 mantal.
På Israel af Ströms karta över Elfwik och Räfwik från 1781 visas en huvudbyggnad och några uthus. Bjälbo, som ligger i samma område, var en lägenhet under Elfviks gård. Vid Rävviken började dåvarande ägaren av Elfviks gård, Albert Janse (1854–1937), i slutet av 1800-talet avstyckning för sommarvillor. Så sent som på 1950-talet bestod Rävviken av enbart tre mycket stora tomter: Bjälbo nr 1 och 2 samt Lilla Rävviken. Därefter började en förtätning.
Nuvarande bebyggelsen inom Rävviken utgörs av gles bostadsbebyggelse i en värdefull natur- och kulturmiljö. Fastighetsstrukturen i området har förändrats mycket sedan området började bebyggas kring sekelskiftet 1900 och många fastigheter har styckats av under årens lopp. Trots att förtätning har skett så ligger de flesta husen glest placerade på stora tomter vilket gör att det traditionella intrycket av 1900-talets tidiga sommarbebyggelse i Stockholms skärgård har behållits. Även den gamla lindallén som från entrén sträcker sig ner till bryggan är ett av områdets karaktärsfulla inslag.

## Bebyggelsen

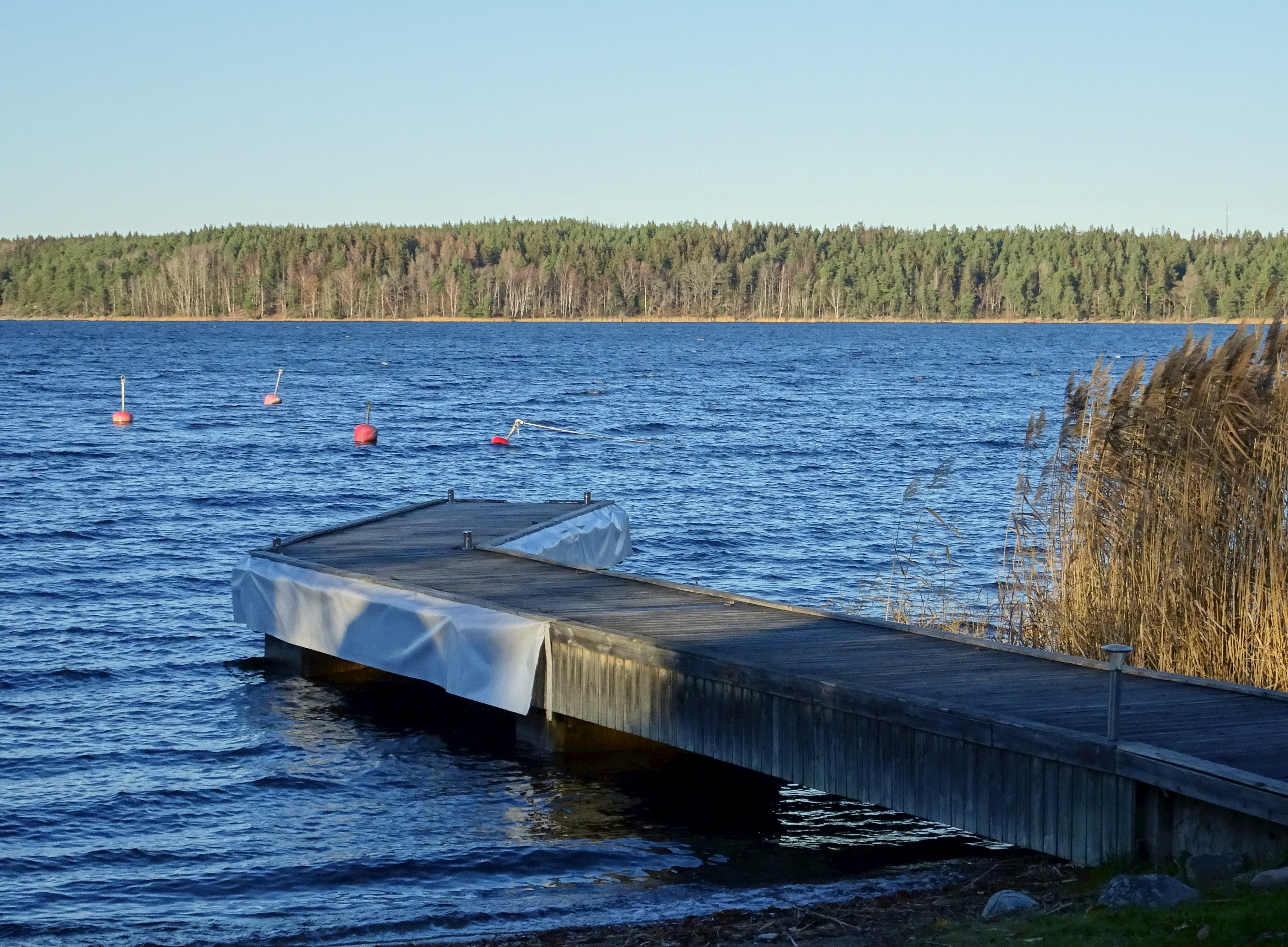
Rävviken och Askrikefjärden.

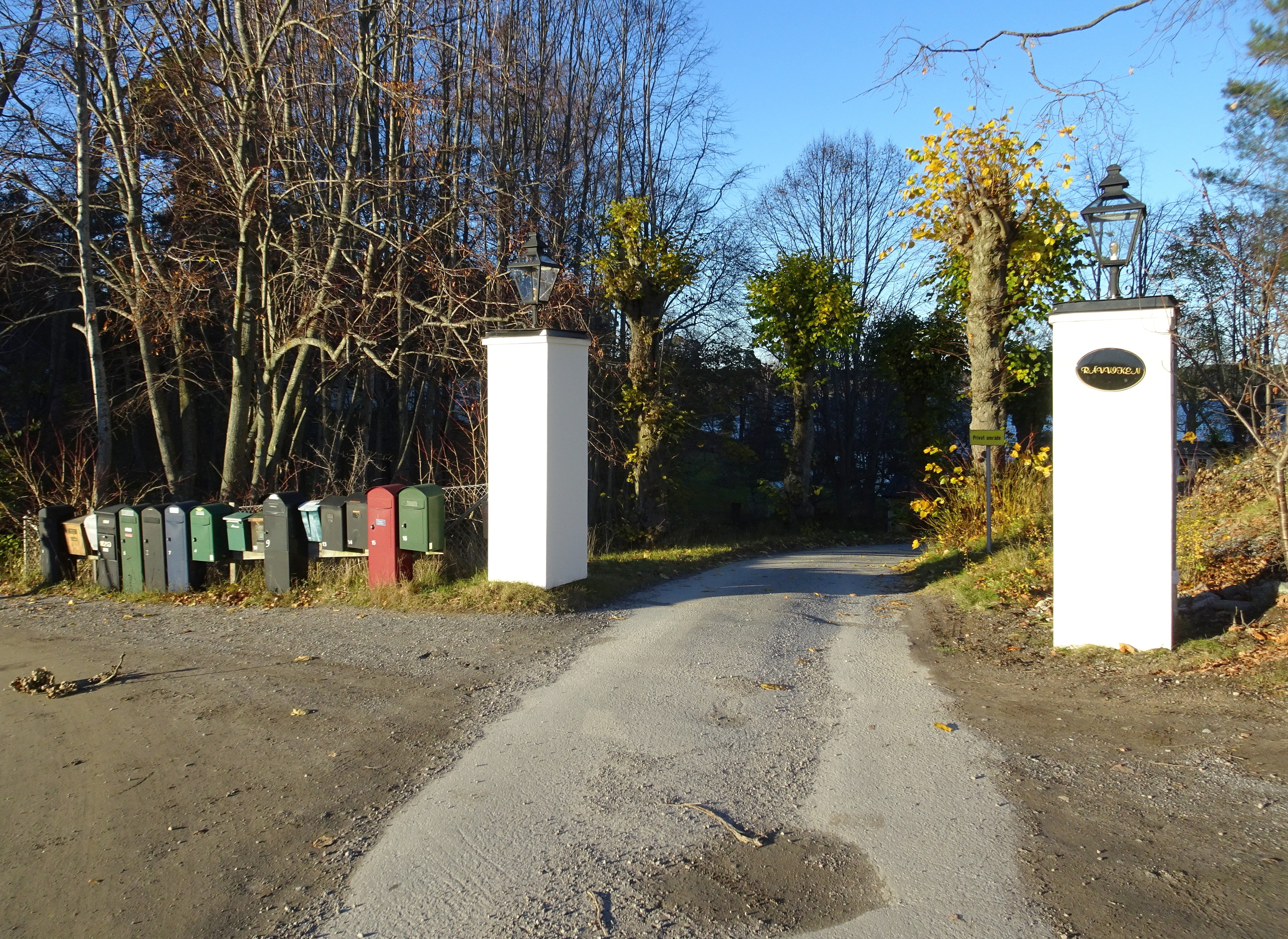
Entrén till Rävvikenområdet.

År 2020 finns på Rävviken 16 fastigheter med lika många huvudbyggnader, samtliga byggda mellan sent 1890-tal och början av 2000-talet. Majoriteten av fastigheterna har strandkontakt. På varje fastighet finns en huvudbyggnad, ofta centralt placerad på tomten. Några är modern gestaltade (Lidingö 6:131) medan andra, (Lidingö 6:132 och Lidingö 6:128) uppförda 1995 respektive 2002, anknyter till villastilen från sekelskiftet 1900. För närvarande (2020) tar kommunen fram en ny detaljplan för Rävviken och Bjälbo för att reglera bebyggelsens storlek och utformning samt antalet fastigheter i området.
Tre fastigheter (Lidingö 6:88, 6:127 och 6:70) är i gällande områdesplan q-märkta vilket innebär att de anses vara kulturhistoriskt värdefulla och får inte rivas eller exteriört förvanskas. 

### Bjälbo (Lidingö 6:88)
Bjälbos huvudbyggnad ligger i områdets västra del och uppfördes 1897 som sommarvilla. Huset, som domineras av ett tornrum, har högt läge ovan Askrikefjärden. Norr om byggnaden sluttar tomten kraftigt ner mot vattnet. Tomten är stor och präglas av höga äldre tallar på platån och naturmark i branten ner mot Rävviken.

### Lilla Räfviken (Lidingö 6:127)
Villa Lilla Räfviken ligger i områdets östra del och härrör från 1902. Med sitt höga och fria läge är byggnaden karaktärsskapande i området. Villan har tydliga jugenddrag med högt uppdragna bågformade frontespiser och ett dominerande entréparti med halvkolonner. Villan har en tillbyggnad mot norr som tillkom  på sent 1900-tal.

### Lidingö 6:70
Villan med fastighetsbeteckningen Lidingö 6:70 ligger också i områdets östra del, på en höjd sydost om Lilla Räfviken. Villan uppfördes troligen under sent 1890-tal även den som sommarbostad.  I stort bevarar villan en tidstypisk utformning där tillbyggnader och fasadändringar har anpassats till byggnadens ursprung. På gavelröstena finns omsorgsfullt utförda dekorativa detaljer.

### Bilder (byggnader i urval)

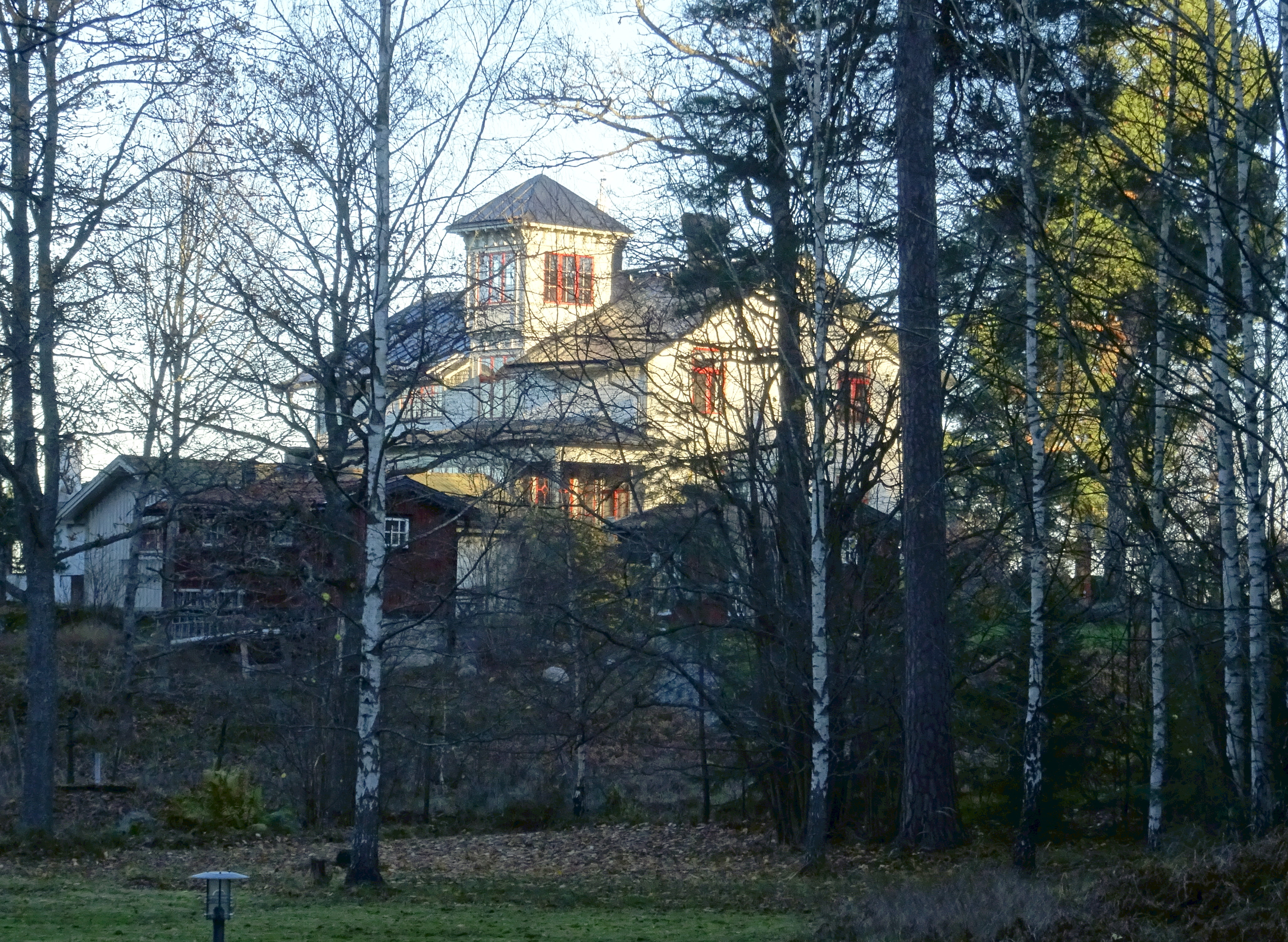
Bjälbo (Lidingö 6:88), byggår 1897.
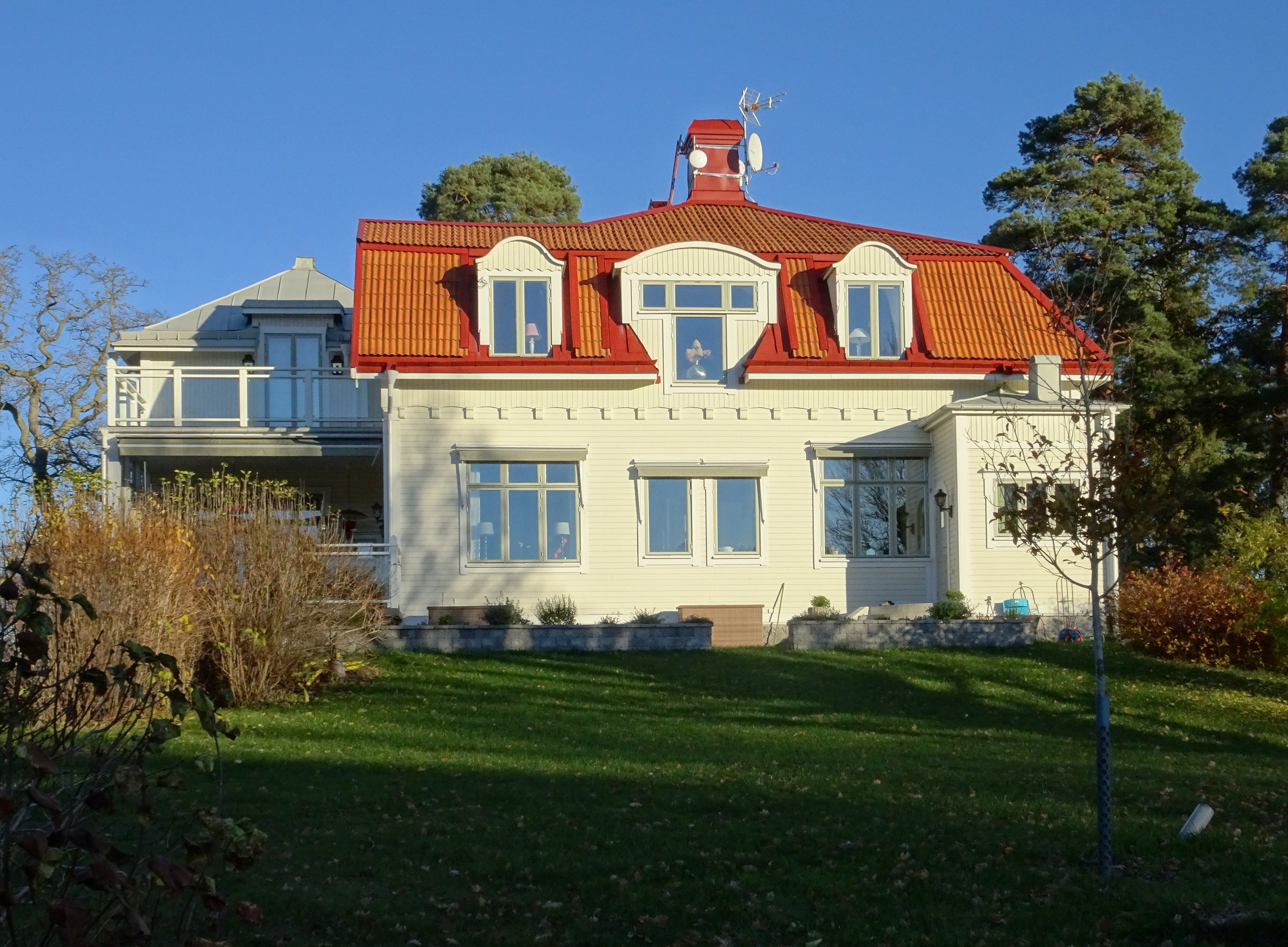
Lilla Rävviken (Lidingö 6:127), byggår 1902.
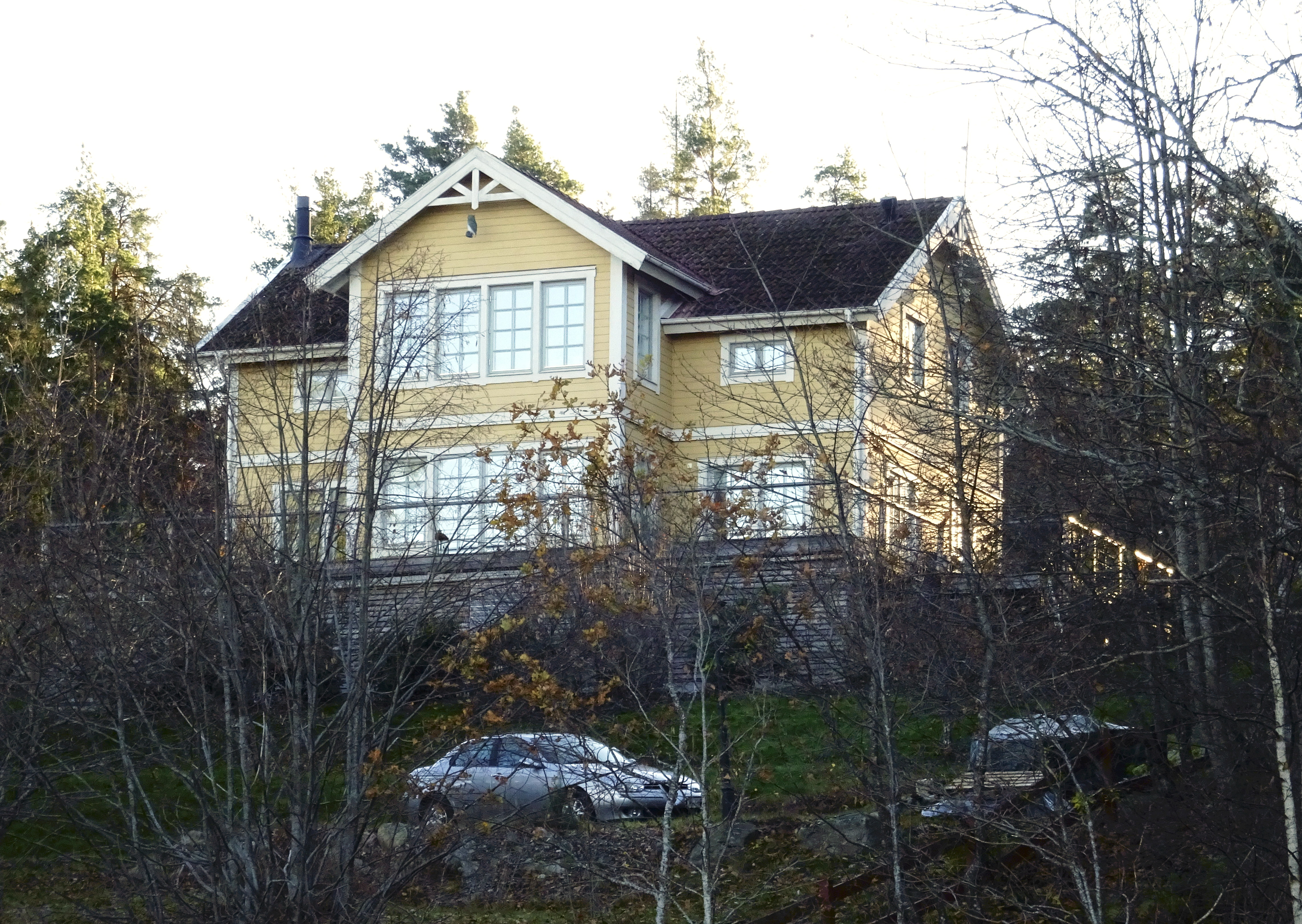
Lidingö 6:70, byggår 1890-tal.
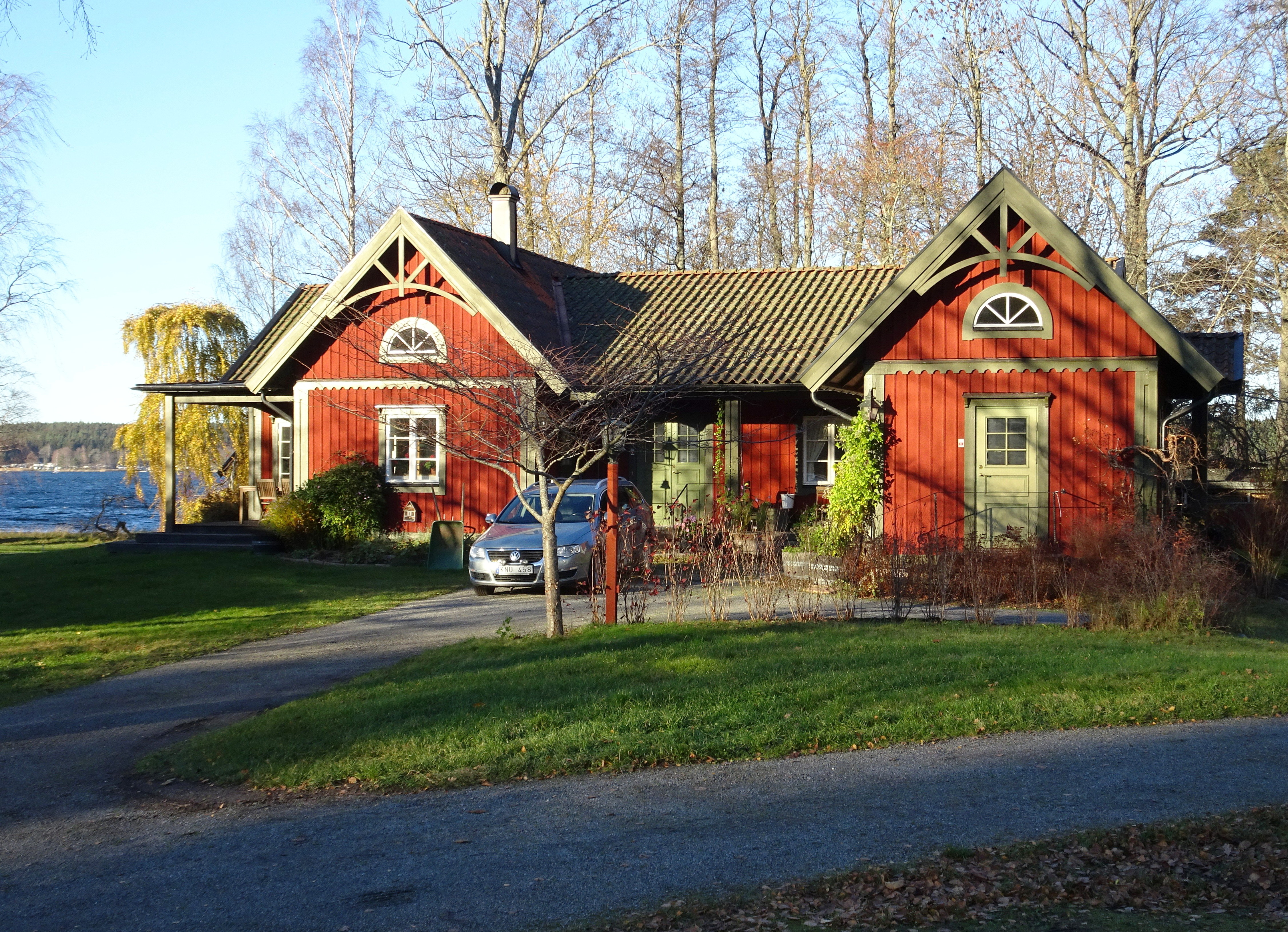
Lidingö 6:132, byggår 1995.
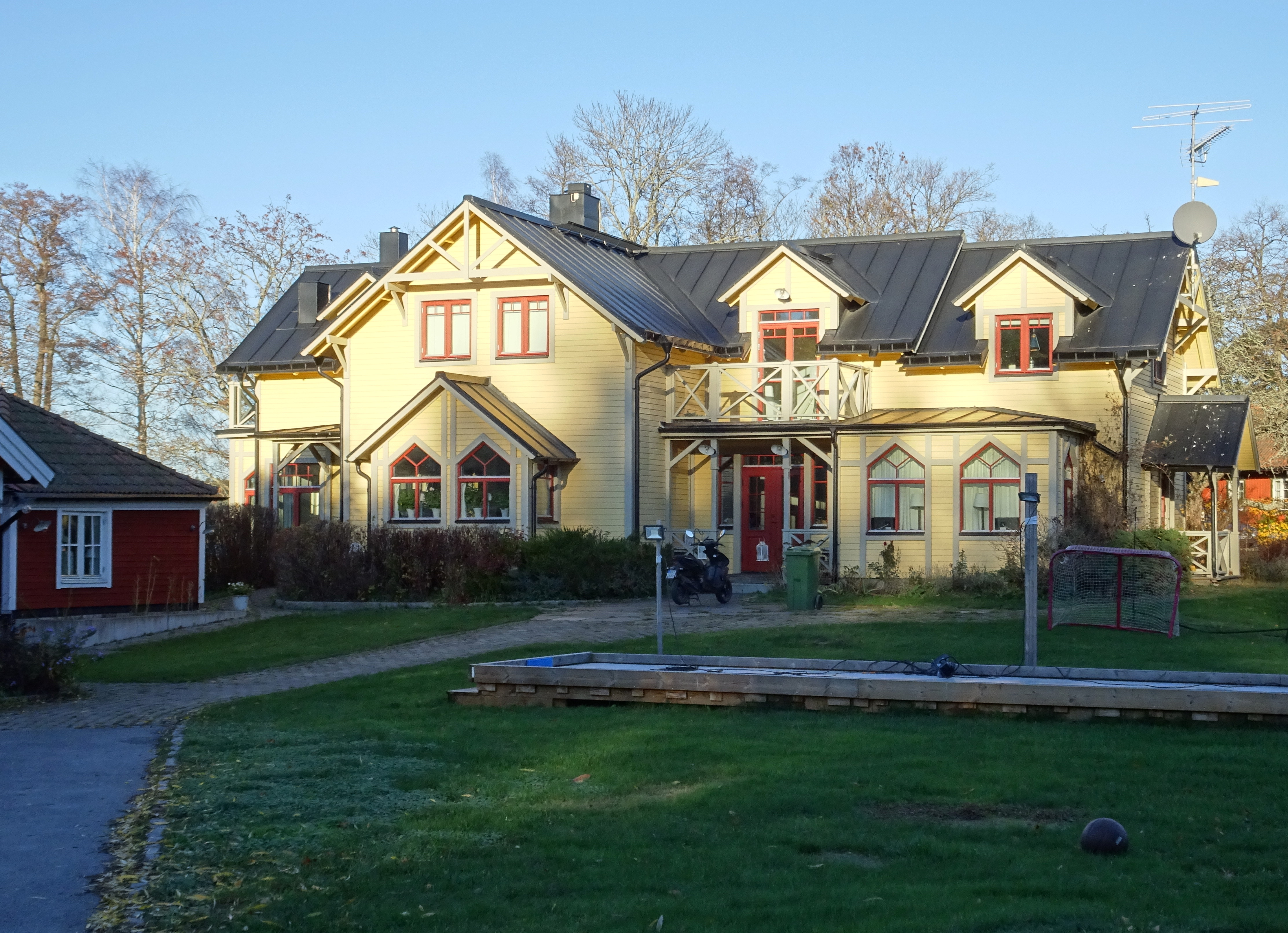
Lidingö 6:128, byggår 2002.